# Bandeira da Alemanha
A bandeira da Alemanha (em alemão: Flagge Deutschlands) é um tricolor que consiste em três faixas horizontais iguais mostrando as cores nacionais da Alemanha: preto, vermelho e dourado. Esta versão foi adotada pela primeira vez como a bandeira nacional da Alemanha moderna em 1919, durante a República de Weimar, até 1933.
A Alemanha possui duas tradições concorrentes em termos de cores nacionais, preto-vermelho-dourado 
(Amarelo ouro) e preto-branco-vermelho, que desempenharam um papel importante na história moderna alemã. O tricolor preto-vermelho-dourado apareceu pela primeira vez no início do século IX e alcançou proeminência durante as revoluções de 1848 nos Estados alemães. O curto Parlamento de Frankfurt propôs a tricolor como a bandeira para um único Estado alemão unificado e democrático. Esta versão foi adotada como a bandeira nacional pela República de Weimar ao final da Primeira Guerra Mundial. O tricolor foi novamente designado como a bandeira tanto da Alemanha Ocidental quanto da Oriental em 1949. As duas eram idênticas até 1959, quando a versão Oriental recebeu a adição de um brasão de armas. O tricolor preto-vermelho-amarelo limpo voltou a ser bandeira nacional após a Reunificação da Alemanha em 3 de outubro de 1990.
A Confederação da Alemanha do Norte adotou o tricolor preto-branco-vermelho em 1866 após a Guerra Austro-Prussiana. Esta posteriormente tornou-se a bandeira do Império Alemão, formado em 1871 depois da Unificação Alemã, e usada até seu fim em 1918. As cores foram reintroduzidas como as cores nacionais do país com o estabelecimento da Alemanha Nazista em 1933, substituindo as cores republicanas com as cores imperiais até o final da Segunda Guerra Mundial.
As cores da bandeira moderna são associadas com a democracia republicana formada depois da Primeira Guerra e representam a unidade e liberdade alemã. Essas mesmas cores foram usadas como cores dos partidos políticos Social-Democrata da Alemanha, Centro Alemão e Democrático Alemão durante a República de Weimar para defender o país contra extremistas da direita e esquerda.

## Variantes da bandeira

### Bandeira civil
A bandeira nacional alemã ou Bundesflagge (bandeira federal), contendo somente a tricolor preta-vermelha-dourada, foi introduzida como parte da constituição da Alemanha (Ocidental) em 1949. Seguindo a criação de bandeiras separadas para governo e exército nos últimos anos, a somente tricolor é usada agora como a bandeira civil e insígnia civil alemã. Esta bandeira é também usada por autoridades não-federais para mostrar sua conexão ao governo federal — por exemplo, as autoridades dos estados alemães usam a bandeira nacional alemã junto com suas próprias bandeiras.

### Bandeira governamental
A bandeira governamental da Alemanha é oficialmente conhecida como Dienstflagge der Bundesbehörden (bandeira estatal para as autoridades federais) ou o nome mais curto, Bundesdienstflagge. Introduzida em 1950, a bandeira governamental é a bandeira civil desfigurada com uma insígnia conhecida como Bundesschild (insígnia ou escudo federal), que se sobrepõe em até um quinto das bandas pretas e douradas. A Bundesschild é uma variante do brasão de armas da Alemanha, onde as principais diferenças são a ilustração da águia e a forma do escudo: a Bundesschild é arredondada, o brasão de armas padrão não é. A bandeira governamental só pode ser usada por autoridades do governo federal e seu uso por outros é uma ofensa, punível com uma multa. Uso público de bandeiras similares à Bundesdienstflagge (ou seja, uso do brasão de armas oficial ao invés do Bundesschild) é, ainda que não realmente existente, tolerada e tais bandeiras são por vezes vista em eventos esportivos internacionais.
Nem todas as autoridades federais usam a bandeira estatal. Algumas das mais altas autoridades federais —  o Bundestag, o Bundesrat, o Bundesversammlung, a Chancelaria e a Corte Constitucional — usam a bandeira nacional.

### Bandeira Federal
A diferença entre a bandeira civil e a bandeira federal (Bundesdienstflagge em alemão) é que a bandeira federal leva ao centro uma águia negra num fundo dourado semelhante ao Brasão da Alemanha, mas não idêntico. É usada somente por autoridades federais.

### Bandeira de guerra

Kriegsflagge

Na atualidade a bandeira de guerra (Kriegsflagge), corresponde a uma versão modificada da bandeira nacional, com um triângulo do lado exterior da bandeira. Também se assemelha bastante com a bandeira federal. Ao longo da história a Alemanha teve diversos emblemas para suas Forças Armadas, e que em geral correspondem a versões modificadas de suas bandeiras nacionais
A primeira bandeira de guerra utilizada pela Confederação Germânica consta da bandeira nacional, a qual se agrega uma águia de duas cabeças negra, sobre um fundo amarelo, no canto superior esquerdo da bandeira. Esta bandeira foi utilizada entre 1848 e 1867, quando foi substituída por uma bandeira branca com uma cruz negra (símbolo da Ordem dos Cavaleiros Teutônicos e símbolo das Forças Armadas Alemãs até hoje). Sobre a cruz negra uma águia igual a da bandeira da Prússia. No canto superior esquerdo da bandeira se encontrava a bandeira imperial, e a Cruz de Ferro sobreposta a ela.
Esta bandeira nunca foi utilizada e foi substituída em 1922, pela bandeira imperial com a Cruz de Ferro. Com a chegada dos nazistas ao poder a bandeira foi eliminada e criou-se em 1935 a Reichkriegsflagge (Bandeira de Guerra do Reich), agora incorporando os símbolos do nazismo. Após o fim da guerra, a bandeira só foi reincorporada, com seu atual desenho em 1956.

## Desenho
O Artigo 22 da Lei Fundamental da República Federal da Alemanha —  a constituição alemã —  afirma: "A bandeira federal deverá ser preta, vermelha e dourada."
Seguindo especificações determinadas pelo governo alemão (Ocidental) em 1950, a bandeira apresenta três barras de larguras iguais e possui uma proporção de comprimento-largura de 3:5; a tricolor usada durante a República de Weimar possuía uma proporção de 2:3.
As cores exatas usadas para a bandeira da Alemanha não foram oficialmente definidas na época da adoção da bandeira e mudaram desde então. O gabinete federal introduziu uma identidade corporativa para o governo alemão em 2 de junho de 1999, a qual atualmente utiliza as seguintes cores:
| Esquema de cores | Preto     | Preto          | Vermelho    | Vermelho         | Dourado | Dourado             |
| ---------------- | --------- | -------------- | ----------- | ---------------- | ------- | ------------------- |
| RAL              |           | 9005 Jet black |             | 3020 Traffic red |         | 1021 Cadmium yellow |
| HKS              | 0, 0, 0   | 5.0PB 3.0/12   | 6.0R 4.5/14 |                  |         |                     |
| CMYK             | 0.0.0.100 | 0.100.100.0    | 0.12.100.5  |                  |         |                     |
| Pantone          | Black     | 485            | 7405*       |                  |         |                     |
| RGB              | 0,0,0     | 255,0,0        | 255,204,0   |                  |         |                     |
| HTML/HEX         | #000000   | #FF0000        | #FFCC00     |                  |         |                     |

*O valor dado aqui é uma alternativa as seguintes combinações mais complicadas: Amarelo (765 g), Vermelho 032 (26 g), Preto (11 g), Branco Transp. (198 g)

## História
A teoria mais provável para a bandeira alemã é que ela foi inspirada nos uniformes dos Freikorps, tropas voluntárias do major Lützower, que lutaram para libertar a Alemanha do domínio do estadista francês Napoleão Bonaparte. As jaquetas dos soldados eram pretas, com botões cor de ouro e as barras eram enfeitadas com tecido vermelho.
Outra hipótese é que ela é uma reprodução da bandeira do Sacro Império Romano-Germânico, que era composta de um fundo amarelo com uma águia preta e com garras e bico vermelhos. De qualquer forma, a bandeira foi oficialmente adotada como símbolo nacional em 10 de Março de 1848, pela Confederação Germânica.
Após a formação da Confederação da Alemanha do Norte, foi criada uma nova bandeira mesclando as cores tradicionais da Prússia (preto e branco), e a dos pequenos estados da Liga Hanseática (branco e vermelho). Esta bandeira foi posteriormente adotada pelo Império Alemão.
Após a derrota na Primeira Guerra Mundial, o império foi dissolvido e se formou a República de Weimar que retomou a antiga Schwarz-Rot-Gold a partir de 11 de Agosto de 1919.
A luta entre monarquistas e republicanos por qual bandeira se deveria usar durou vários anos, até que em 1926 se permitiu o uso da bandeira imperial em delegações estrangeiras. Em 1933, após assumir o controle do país, o Partido Nazista, junto com seu Führer Adolf Hitler, suprimiu a bandeira republicana e instaurou a bandeira imperial, que foi substituída em 15 de Setembro de 1935 pela Bandeira Nazista, que incluía uma suástica preta, em um disco branco sobre um fundo vermelho.
Em 1945 o regime nazista foi derrotado na Segunda Guerra Mundial, pelas forças aliadas, a Alemanha Nazista foi desmantelada, e o uso de símbolos nacionais foi vetado, principalmente símbolos nazistas.
As embarcações alemãs precisavam de algum símbolo para serem identificadas em alto-mar, então criaram uma bandeira baseada no Código internacional de navegação marítima. A bandeira representa a letra C (de Charlie), e foi usada com um triângulo do lado direito.
Esta bandeira foi utilizada até 1949, quando os estados da República Federal Alemã e República Democrática Alemã retornaram a bandeira Schwartz-Rot-Gold. Em 1959, a Alemanha Oriental desenhou sua própria bandeira, para se diferenciar de sua contraparte ocidental, que foi utilizada até 1990, quando ambos estados se reunificaram sobre a mesma bandeira.

Bandeira do Sacro Império Romano-Germânico (1200-1350)
Bandeira do Sacro Império Romano-Germânico (~ 1410)
Bandeira do Sacro Império Romano-Germânico depois de 1410
Bandeira da Confederação Germânica (1848–1852)
Bandeira da Confederação da Alemanha do Norte (1866–71) e do Império Alemão (1871–1918). Também utilizada pelo Ministério do Exterior, de 1922 a 1933, na República de Weimar.
Bandeira da República de Weimar (1919–33)
Bandeira nacional da Alemanha entre 1933 e 1935.
Bandeira nacional da Alemanha entre 1935 e 1945.
Bandeira usada pela marinha mercante da Alemanha ocupada (1946-1949)
Bandeira da República Democrática Alemã (1959–90)
Bandeira proposta por conservadores com um estilo escandinavo, como bandeira da Alemanha Ocidental em 1948. Nunca chegou a ser implementada.
Bandeira da República Democrática Alemã entre 1949 e 1959 e da República Federal da Alemanha desde 1949 até a atualidade.

Kriegsflagge (Bandeira de Guerra) (1848-1867)
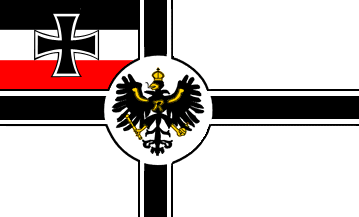
Kaiserliche Kriegsflagge (Bandeira de Guerra Imperial) (1903-1918)
Reichskriegsflagge (Bandeira de Guerra do Reich) (1903-1919)
Kriegsflagge (Bandeira de Guerra) (1935-1945)